# Denis Glušakov
Denis Borisovič Glušakov (in russo Денис Борисович Глушаков?; Millerovo, 27 gennaio 1987) è un calciatore russo, centrocampista svincolato.

## Carriera

### Nazionale
Viene convocato per gli Europei 2016 in Francia.

## Statistiche

### Cronologia presenze e reti in nazionale
| Cronologia completa delle presenze e delle reti in nazionale ― Russia | Cronologia completa delle presenze e delle reti in nazionale ― Russia | Cronologia completa delle presenze e delle reti in nazionale ― Russia | Cronologia completa delle presenze e delle reti in nazionale ― Russia | Cronologia completa delle presenze e delle reti in nazionale ― Russia | Cronologia completa delle presenze e delle reti in nazionale ― Russia | Cronologia completa delle presenze e delle reti in nazionale ― Russia | Cronologia completa delle presenze e delle reti in nazionale ― Russia |
| Data                                                                  | Città                                                                 | In casa                                                               | Risultato                                                             | Ospiti                                                                | Competizione                                                          | Reti                                                                  | Note                                                                  |
| --------------------------------------------------------------------- | --------------------------------------------------------------------- | --------------------------------------------------------------------- | --------------------------------------------------------------------- | --------------------------------------------------------------------- | --------------------------------------------------------------------- | --------------------------------------------------------------------- | --------------------------------------------------------------------- |
| 29-3-2011                                                             | Doha                                                                  | Qatar                                                                 | 1 – 1                                                                 | Russia                                                                | Amichevole                                                            | -                                                                     | 46’                                                                   |
| 4-6-2011                                                              | San Pietroburgo                                                       | Russia                                                                | 3 – 1                                                                 | Armenia                                                               | Qual. Euro 2012                                                       | -                                                                     | 69’                                                                   |
| 7-6-2011                                                              | Wals-Siezenheim                                                       | Russia                                                                | 0 – 0                                                                 | Camerun                                                               | Amichevole                                                            | -                                                                     |                                                                       |
| 10-8-2011                                                             | Mosca                                                                 | Russia                                                                | 1 – 0                                                                 | Serbia                                                                | Amichevole                                                            | -                                                                     |                                                                       |
| 2-9-2011                                                              | Mosca                                                                 | Russia                                                                | 1 – 0                                                                 | Macedonia                                                             | Qual. Euro 2012                                                       | -                                                                     | 88’                                                                   |
| 11-10-2011                                                            | Mosca                                                                 | Russia                                                                | 6 – 0                                                                 | Andorra                                                               | Qual. Euro 2012                                                       | 1                                                                     | 80’                                                                   |
| 11-11-2011                                                            | Il Pireo                                                              | Grecia                                                                | 1 – 1                                                                 | Russia                                                                | Amichevole                                                            | -                                                                     | 79’                                                                   |
| 29-2-2012                                                             | Copenaghen                                                            | Danimarca                                                             | 0 – 2                                                                 | Russia                                                                | Amichevole                                                            | -                                                                     | 63’                                                                   |
| 25-5-2012                                                             | Mosca                                                                 | Russia                                                                | 1 – 1                                                                 | Uruguay                                                               | Amichevole                                                            | -                                                                     | 77’                                                                   |
| 16-6-2012                                                             | Varsavia                                                              | Grecia                                                                | 1 – 0                                                                 | Russia                                                                | Euro 2012 - 1º turno                                                  | -                                                                     | 72’                                                                   |
| 15-8-2012                                                             | Mosca                                                                 | Russia                                                                | 1 – 1                                                                 | Costa d'Avorio                                                        | Amichevole                                                            | -                                                                     | 16’                                                                   |
| 7-9-2012                                                              | Mosca                                                                 | Russia                                                                | 2 – 0                                                                 | Irlanda del Nord                                                      | Qual. Mondiali 2014                                                   | -                                                                     | 85’                                                                   |
| 11-9-2012                                                             | Gerusalemme                                                           | Israele                                                               | 0 – 4                                                                 | Russia                                                                | Qual. Mondiali 2014                                                   | -                                                                     | 58’                                                                   |
| 12-10-2012                                                            | Mosca                                                                 | Russia                                                                | 1 – 0                                                                 | Portogallo                                                            | Qual. Mondiali 2014                                                   | -                                                                     | 46’                                                                   |
| 16-10-2012                                                            | Mosca                                                                 | Russia                                                                | 1 – 0                                                                 | Azerbaigian                                                           | Qual. Mondiali 2014                                                   | -                                                                     | 46’                                                                   |
| 14-11-2012                                                            | Krasnodar                                                             | Russia                                                                | 2 – 2                                                                 | Stati Uniti                                                           | Amichevole                                                            | -                                                                     | 46’ 51’                                                               |
| 6-2-2013                                                              | Marbella                                                              | Russia                                                                | 2 – 0                                                                 | Islanda                                                               | Amichevole                                                            | -                                                                     | 57’                                                                   |
| 25-3-2013                                                             | Londra                                                                | Brasile                                                               | 1 – 1                                                                 | Russia                                                                | Amichevole                                                            | -                                                                     |                                                                       |
| 7-6-2013                                                              | Lisbona                                                               | Portogallo                                                            | 1 – 0                                                                 | Russia                                                                | Qual. Mondiali 2014                                                   | -                                                                     | 21’                                                                   |
| 10-9-2013                                                             | San Pietroburgo                                                       | Russia                                                                | 3 – 1                                                                 | Israele                                                               | Qual. Mondiali 2014                                                   | 1                                                                     | 46’                                                                   |
| 11-10-2013                                                            | Lussemburgo                                                           | Lussemburgo                                                           | 0 – 4                                                                 | Russia                                                                | Qual. Mondiali 2014                                                   | 1                                                                     |                                                                       |
| 15-10-2013                                                            | Baku                                                                  | Azerbaigian                                                           | 1 – 1                                                                 | Russia                                                                | Qual. Mondiali 2014                                                   | -                                                                     | 73’                                                                   |
| 15-11-2013                                                            | Dubai                                                                 | Serbia                                                                | 1 – 1                                                                 | Russia                                                                | Amichevole                                                            | -                                                                     |                                                                       |
| 19-11-2013                                                            | Dubai                                                                 | Russia                                                                | 2 – 1                                                                 | Corea del Sud                                                         | Amichevole                                                            | -                                                                     | 57’                                                                   |
| 5-3-2014                                                              | Krasnodar                                                             | Russia                                                                | 2 – 0                                                                 | Armenia                                                               | Amichevole                                                            | -                                                                     |                                                                       |
| 31-5-2014                                                             | Oslo                                                                  | Norvegia                                                              | 1 – 1                                                                 | Russia                                                                | Amichevole                                                            | -                                                                     | 83’                                                                   |
| 17-6-2014                                                             | Cuiabá                                                                | Corea del Sud                                                         | 1 – 1                                                                 | Russia                                                                | Mondiali 2014 - 1º turno                                              | -                                                                     | 72’                                                                   |
| 22-6-2014                                                             | Rio de Janeiro                                                        | Belgio                                                                | 1 – 0                                                                 | Russia                                                                | Mondiali 2014 - 1º turno                                              | -                                                                     | 38’                                                                   |
| 26-6-2014                                                             | Curitiba                                                              | Russia                                                                | 1 – 1                                                                 | Algeria                                                               | Mondiali 2014 - 1º turno                                              | -                                                                     | 46’                                                                   |
| 3-9-2014                                                              | Chimki                                                                | Russia                                                                | 4 – 0                                                                 | Azerbaigian                                                           | Amichevole                                                            | -                                                                     |                                                                       |
| 8-9-2014                                                              | Chimki                                                                | Russia                                                                | 4 – 0                                                                 | Liechtenstein                                                         | Qual. Euro 2016                                                       | -                                                                     |                                                                       |
| 9-10-2014                                                             | Stoccolma                                                             | Svezia                                                                | 1 – 1                                                                 | Russia                                                                | Qual. Euro 2016                                                       | -                                                                     | 51’                                                                   |
| 12-10-2014                                                            | San Pietroburgo                                                       | Russia                                                                | 1 – 1                                                                 | Moldavia                                                              | Qual. Euro 2016                                                       | -                                                                     |                                                                       |
| 15-11-2014                                                            | Vienna                                                                | Austria                                                               | 1 – 0                                                                 | Russia                                                                | Qual. Euro 2016                                                       | -                                                                     | 10’                                                                   |
| 18-11-2014                                                            | Budapest                                                              | Ungheria                                                              | 1 – 2                                                                 | Russia                                                                | Amichevole                                                            | -                                                                     | 77’                                                                   |
| 7-6-2015                                                              | Chimki                                                                | Russia                                                                | 4 – 2                                                                 | Bielorussia                                                           | Amichevole                                                            | -                                                                     | 75’                                                                   |
| 14-6-2015                                                             | Mosca                                                                 | Russia                                                                | 0 – 1                                                                 | Austria                                                               | Qual. Euro 2016                                                       | -                                                                     |                                                                       |
| 8-9-2015                                                              | Vaduz                                                                 | Liechtenstein                                                         | 0 – 7                                                                 | Russia                                                                | Qual. Euro 2016                                                       | -                                                                     | 46’                                                                   |
| 9-10-2015                                                             | Chișinău                                                              | Moldavia                                                              | 1 – 2                                                                 | Russia                                                                | Qual. Euro 2016                                                       | -                                                                     | 76’                                                                   |
| 17-11-2015                                                            | Spalato                                                               | Croazia                                                               | 3 – 1                                                                 | Russia                                                                | Amichevole                                                            | -                                                                     | 72’                                                                   |
| 26-3-2016                                                             | Mosca                                                                 | Russia                                                                | 3 – 0                                                                 | Lituania                                                              | Amichevole                                                            | 1                                                                     |                                                                       |
| 29-3-2016                                                             | Saint-Denis                                                           | Francia                                                               | 4 – 2                                                                 | Russia                                                                | Amichevole                                                            | -                                                                     | 80’                                                                   |
| 5-6-2016                                                              | Monaco                                                                | Serbia                                                                | 1 – 1                                                                 | Russia                                                                | Amichevole                                                            | -                                                                     | 51’                                                                   |
| 11-6-2016                                                             | Marsiglia                                                             | Inghilterra                                                           | 1 – 1                                                                 | Russia                                                                | Euro 2016 - 1º turno                                                  | -                                                                     | 80’                                                                   |
| 15-6-2016                                                             | Villeneuve d'Ascq                                                     | Russia                                                                | 1 – 2                                                                 | Slovacchia                                                            | Euro 2016 - 1º turno                                                  | 1                                                                     | 46’                                                                   |
| 20-6-2016                                                             | Tolosa                                                                | Russia                                                                | 0 – 3                                                                 | Galles                                                                | Euro 2016 - 1º turno                                                  | -                                                                     |                                                                       |
| 10-11-2016                                                            | Doha                                                                  | Qatar                                                                 | 2 – 1                                                                 | Russia                                                                | Amichevole                                                            | -                                                                     |                                                                       |
| 15-11-2016                                                            | Grozny                                                                | Russia                                                                | 1 – 0                                                                 | Romania                                                               | Amichevole                                                            | -                                                                     |                                                                       |
| 28-3-2017                                                             | Soči                                                                  | Russia                                                                | 3 – 3                                                                 | Belgio                                                                | Amichevole                                                            | -                                                                     | 76’                                                                   |
| 5-6-2017                                                              | Budapest                                                              | Ungheria                                                              | 0 – 3                                                                 | Russia                                                                | Amichevole                                                            | -                                                                     |                                                                       |
| 9-6-2017                                                              | Mosca                                                                 | Russia                                                                | 1 – 1                                                                 | Cile                                                                  | Amichevole                                                            | -                                                                     |                                                                       |
| 17-6-2017                                                             | San Pietroburgo                                                       | Russia                                                                | 2 – 0                                                                 | Nuova Zelanda                                                         | Conf. Cup 2017 - 1º turno                                             | -                                                                     |                                                                       |
| 21-6-2017                                                             | Mosca                                                                 | Russia                                                                | 0 – 1                                                                 | Portogallo                                                            | Conf. Cup 2017 - 1º turno                                             | -                                                                     | 26’                                                                   |
| 24-6-2017                                                             | Kazan'                                                                | Russia                                                                | 1 – 2                                                                 | Messico                                                               | Conf. Cup 2017 - 1º turno                                             | -                                                                     |                                                                       |
| 11-11-2017                                                            | Mosca                                                                 | Russia                                                                | 0 – 1                                                                 | Argentina                                                             | Amichevole                                                            | -                                                                     |                                                                       |
| 14-11-2017                                                            | San Pietroburgo                                                       | Russia                                                                | 3 – 3                                                                 | Spagna                                                                | Amichevole                                                            | -                                                                     |                                                                       |
| 23-3-2018                                                             | Mosca                                                                 | Russia                                                                | 0 – 3                                                                 | Brasile                                                               | Amichevole                                                            | -                                                                     |                                                                       |
| Totale                                                                |                                                                       | Presenze                                                              | 57                                                                    |                                                                       | Reti                                                                  | 5                                                                     |                                                                       |

## Palmarès

### Competizioni nazionali
- Campionato russo: 1

Spartak Mosca: 2016-2017
- Supercoppa di Russia: 1

Spartak Mosca: 2017